# VI Universiade
La VI Universiade estiva si tenne a Torino, in Italia, dal 26 agosto al 6 settembre 1970.
La città originariamente prescelta per ospitare la manifestazione, che avrebbe dovuto tenersi nel 1969, fu Lisbona; la capitale portoghese, tuttavia, rinunciò all'organizzazione dopo l'assegnazione e questo costrinse la FISU a riprogrammare sede e luogo della manifestazione; la scelta cadde su Torino, che nel 1959 aveva già ospitato la prima edizione dei giochi studenteschi.

## Sport

Francobollo commemorativo

Francobollo commemorativo

- Atletica leggera (dettagli)
- Ginnastica artistica (dettagli)
- Pallacanestro (dettagli)
- Pallavolo (dettagli)
- Pallanuoto (dettagli)
- Scherma (dettagli)
- Nuoto (dettagli)
- Tennis (dettagli)
- Tuffi (dettagli)

## Impianti
Per la VI Universiade, vennero utilizzati i seguenti impianti sportivi. La capacità degli impianti è riferita al periodo dei giochi.
| Città                           | Impianto | Capacità | Inaugurazione                 | Sport |
| ------------------------------- | -------- | -------- | ----------------------------- | ----- |
| Torino                          |          |          |                               |       |
| Circolo della Stampa            | 5.000    | -        | Tennis                        |       |
| Palazzo a Vela                  | -        | -        | Scherma                       |       |
| Palazzo del Lavoro              | -        | -        | Pallavolo                     |       |
| Palazzo dello Sport             | -        | -        | Pallacanestro                 |       |
| Palestra CUS                    | -        | -        | Pallacanestro                 |       |
| Palestra FIAT                   | -        | -        | Pallacanestro                 |       |
| Stadio Comunale                 | 65.000   | -        | Cerimonia di apertura         |       |
| Stadio Comunale                 | 65.000   | -        | Cerimonia di chiusura         |       |
| Stadio Comunale                 | 65.000   | -        | Atletica leggera              |       |
| Stadio Comunale (nuova piscina) | -        | -        | Nuoto                         |       |
| Stadio Comunale (nuova piscina) | -        | -        | Pallanuoto                    |       |
| Stadio Comunale (piscina)       | 800      | -        | Tuffi                         |       |
| Stadio del Passo Buole          | -        | -        | Baseball (sport dimostrativo) |       |
| Torino Esposizioni              | -        | -        | Ginnastica artistica          |       |

## Medagliere

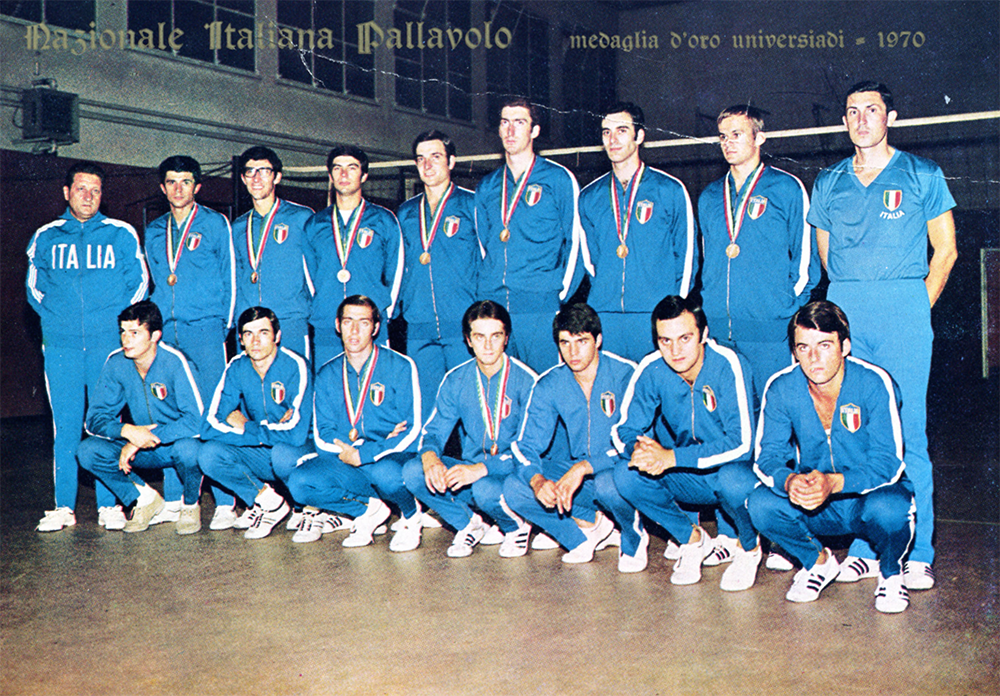
La nazionale italiana di pallavolo, vincitrice del torneo maschile

| Pos.   | Nazione          |    |    |    | Tot. |
| ------ | ---------------- | -- | -- | -- | ---- |
| 1      | Unione Sovietica | 26 | 17 | 15 | 58   |
| 2      | Stati Uniti      | 22 | 18 | 11 | 51   |
| 3      | Germania Est     | 8  | 3  | 4  | 15   |
| 4      | Italia           | 4  | 4  | 7  | 15   |
| 5      | Giappone         | 3  | 7  | 5  | 15   |
| 6      | Ungheria         | 3  | 6  | 6  | 15   |
| 7      | Germania Ovest   | 3  | 6  | 4  | 13   |
| 8      | Regno Unito      | 3  | 4  | 7  | 14   |
| 9      | Polonia          | 3  | 1  | 5  | 9    |
| 10     | Jugoslavia       | 3  | 1  | 1  | 5    |
| 11     | Paesi Bassi      | 1  | 1  | 2  | 4    |
| 12     | Austria          | 1  | 1  | 1  | 3    |
| 12     | Bulgaria         | 1  | 1  | 1  | 3    |
| 14     | Francia          | 1  | 0  | 4  | 5    |
| 15     | Romania          | 0  | 4  | 2  | 6    |
| 16     | Cuba             | 0  | 2  | 2  | 4    |
| 17     | Australia        | 0  | 1  | 0  | 1    |
| 17     | Cecoslovacchia   | 0  | 1  | 0  | 1    |
| 17     | Grecia           | 0  | 1  | 0  | 1    |
| 17     | Svezia           | 0  | 1  | 0  | 1    |
| 21     | Canada           | 0  | 0  | 1  | 1    |
| 21     | Corea del Sud    | 0  | 0  | 1  | 1    |
| 21     | Madagascar       | 0  | 0  | 1  | 1    |
| 21     | Panama           | 0  | 0  | 1  | 1    |
| Totale | Totale           | 82 | 80 | 81 | 243  |